# Johann Christian Bartholomäi
Johann Christian Bartholomäi (* 26. Februar 1708 in Ilmenau; † 1. Februar 1776) war ein deutscher Bibliothekar und Gelehrter.

## Leben
Bartholomäis Vater war der herzoglich-sachsen-weimarische Kirchenvisitationsrat, Oberpfarrer und Superintendent in Ilmenau Johann Christian Bartholomäi († 1710). Seine Mutter war Dorothea Elisabetha, geb. Tentzel.
Bartholomäi besuchte die Stadtschule und wurde anschließend bis 1723 von seinem älteren Bruder privat unterrichtet. Er studierte an der Universität Jena Theologie und wurde 1729 promoviert. Schon zu dieser Zeit machten sich gesundheitliche Probleme bemerkbar, wahrscheinlich die Folgen eines Schlaganfalls. 1753 wurde er Bibliothekar an der Herzoglichen Bibliothek in Weimar, wo er einen Nominalkatalog in 37 Bänden, einen Sachkatalog in 60 Bänden und ein Dublettenverzeichnis erarbeitete.

## Veröffentlichungen
- De vitiis nominum in significatu tentamina quaedam. Breitkopf, Leipzig 1729 (zugl. Leipzig, Univ., Phil. Diss., 1729) (Digitalisat).
- Hrsg.: Acta historico-ecclesiastica: oder gesammlete Nachrichten von d. neuesten Kirchen-Geschichten. Bd. 16–24. Leipzig 1753–1766.
- Hrsg.: Nova acta historico-ecclesiastica oder Sammlung zu den neuesten Kirchengeschichten. Bd. 1–11. Hoffmann, Weimar 1758–1773.